# Ураксин, Зиннур Газизович
Зинну́р Гази́зович Ураксин (5 ноября 1935, с. Максютово, Оренбургская область, РСФСР — 3 марта 2007, Уфа, Россия) — советский и российский лингвист-тюрколог, писатель, общественный деятель. Академик АН РБ (1991), доктор филологических наук (1976), профессор (1983).

## Биография
С 1956 года преподавал в Саитовской начальной школе Фёдоровского района, с 1957 — в Аллабердинской 7-летней школе Оренбургской области. В 1958—1959 годах — заведующий отделом газеты «Заря коммунизма» (рабочий посёлок Тюльган Оренбургской области). После окончания в 1963 году Башкирского государственного университета (ныне Уфимский университет науки и технологий) работал в Институте истории, языка и литературы УНЦ РАН: с июля 1968 старший научный сотрудник, с декабря — заведующий сектором, с 1977 — заместитель директора, с 1988 — директор, с 2002 — заведующий отделом, с 2005 — главный научный сотрудник. В 1966 году под руководством Т. М. Гарипова защитил кандидатскую диссертацию «Фразеологические синонимы в современном башкирском литературном языке», в 1975 году — докторскую диссертацию «Фразеология башкирского языка» (научный консультант Э. Р. Тенишев).
Одновременно с 1992 года — академик-секретарь Отделения гуманитарных наук, в 1996—2005 вице-президент АН РБ.
В 1993—1998 годах — председатель научно-редакционного совета и главный редактор Башкирской энциклопедии, в 1994—2004 — член Президентского совета Республики Башкортостан, в 1995—2002 — заместитель председателя исполнительного комитета Всемирного курултая (конгресса) башкир.
Похоронен на Мусульманском кладбище Уфы.

## Научная деятельность
Исследования посвящены лексикографии, лексикологии, социолингвистике, терминологии, фразеологии башкирского языка. Разработал научные принципы составления различных типов словарей, составил русско-башкирский фразеологический словарь (1989), словарь синонимов (2000), фразеологический словарь башкирского языка (2006) и др.; один из составителей и редакторов толкового словаря башкирского языка, один из составителей и ответственный редактор башкирско-русского (1996) и русско-башкирского (в 2 т., 2005) словарей и др.
Автор более 300 научных публикаций.

## Литературная деятельность
Первая книга рассказов «Истоки» (на башкирском языке) вышла в 1976. В романах «Вороной» (2003; на башкирском языке), «Караван-сарай» (2008; на башкирском языке) описывается жизнь башкирского народа в период кантонной системы управления. Автор драмы «Как залечить раны?» (2001; на башкирском языке), сборников повестей и рассказов «Горечь полыни», «Борьба» (оба — 2002; на башкирском языке) и др.

## Основные работы
- Словарь синонимов башкирского языка. Уфа, 1985.
- Русско-башкирский фразеологический словарь: 1572 фразеол. оборота. М., 1989.
- Краткий русско-башкирский словарь. Уфа, 1994.
- Фразеологический словарь башкирского языка. Уфа, 1996.
- Горечь полыни: Повесть, рассказы (на башк. яз.). Уфа, 2002.
- Русско-башкирский словарь. Уфа, 2007 (соавт.).
- Караван-Сарай: роман-хроника, рассказы, миниатюры (пер. с башк. М.Гафурова). Уфа, 2010[5][6].

## Награды
- Орден Дружбы (1999)
- Заслуженный деятель науки Российской Федерации (1996)
- Заслуженный деятель науки БАССР (1984)

## Память
Именем З. Г. Ураксина названы улица в Уфе, школа в д. Саитово Фёдоровского района Республики Башкортостан. В школе д. Аллабердино Тюльганского района Оренбургской области, в Уфе на доме, где жил З. Г. Ураксин, установлены мемориальные доски.